# كارن روس
كارن روس (بالإنجليزية: Carne Ross)(مواليد 1966) هو المؤسس والمدير التنفيذي للدبلوماسيين المستقلين، وهي مجموعة استشارية دبلوماسية. وهو حفيد اللغوي والأكاديمي آلان روس.

## حياته
بعد تخرجه من جامعة إكستر، ألتحق بوزارة الخارجية البريطانية وعمل في سفارة المملكة المتحدة في بون بألمانيا قبل أن ينتقل إلى بعثة الأمم المتحدة. استقال من وزارة الخارجية بعد 15 عامًا من الخدمة، مستشهداً بأدلة بتلر السرية في ذلك الوقت لمجلة بتلر. كان من مؤيدي الجمعية البرلمانية للأمم المتحدة في عام 2007. أسس في عام 2004 منظمة الدبلوماسيين المستقلين، وهي منظمة غير حكومية. نشر روس كتابًا بعنوان «الدبلوماسي المستقل» في عام 2007، وكتابًا بعنوان «ثورة بلا قائد» في عام 2011. وكتب مسرحية «الثعلب».

## روابط خارجية
- الموقع الرسمي
- كارن روس على موقع IMDb (الإنجليزية)